# Terranova Sappo Minulio
Terranova Sappo Minulio è un comune italiano di 415 abitanti della città metropolitana di Reggio Calabria in Calabria.
In seguito al decreto del presidente della Repubblica, firmato da Carlo Azeglio Ciampi il 28 luglio 2005, si può fregiare del titolo di città.

## Geografia fisica

### Territorio
Situata alla sinistra del torrente Marro su una terrazza nell'angolo sud-est della Piana di Gioia Tauro Terranova Sappo Minulio si trova tra Taurianova e Varapodio; l'altitudine del territorio varia in modo consistente dai 109 a i 325 metri sul livello del mare, l'escursione altimetrica complessiva risulta essere pari quindi a 216 metri.

## Origini del nome
Il nome del borgo variò con il tempo da rocca di San Martino, San Martino al monte, Castrum Sancti Martini seu Terra Nova, Terranova di San Martino fino ad assumere il solo Terranova, talvolta accompagnato con “di Calabria” per distinguerla dalla Terranova di Sicilia, diventata poi Gela. Il suffisso Sappo Minulio, che fu aggiunto con delibera comunale del 22 gennaio 1864, deriva dalla congettura del sacerdote locale Paolo Gualtieri (1582-1655) secondo cui il paese avrebbe occupato il sito di un'antica città greca denominata Sappo Minuli.

## Storia
(Opera varia historica “Della Calabria Illustrata”, padre Giovanni Fiore, 1691, 146)

### Dalla Fondazione al secolo XVI

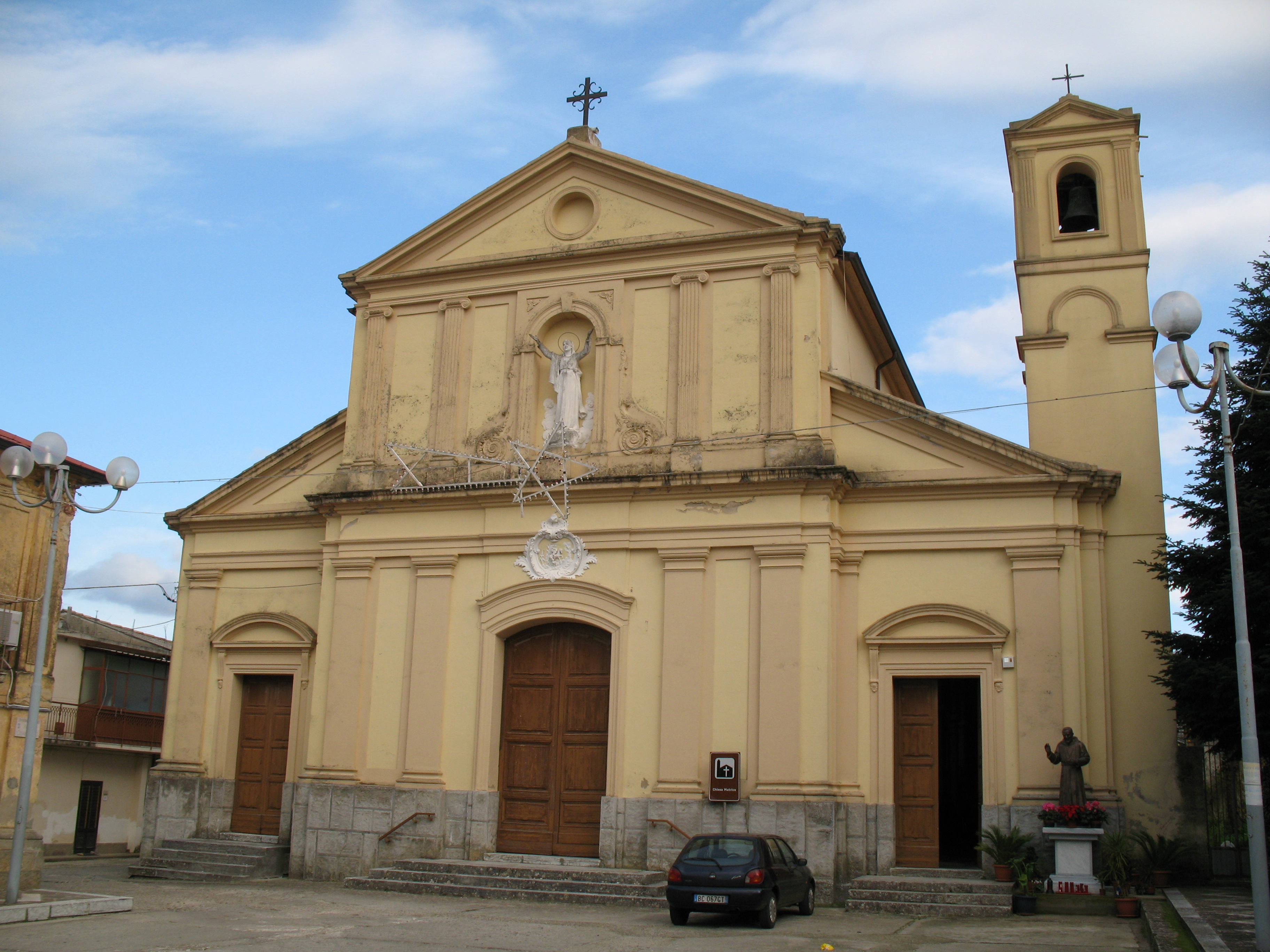
Chiesa Matrice

Terranova, a quanto risulta dai documenti disponibili, fu con tutta probabilità fondata durante il periodo svevo e più precisamente durante il regno di Manfredi quale luogo fortificato nella Piana di San Martino, meglio nota come Piana di Gioia Tauro, e popolata con coloni provenienti dalla stessa San Martino, frazione del comune di Taurianova. Nel 1276 la cittadina contava all'incirca 780 abitanti, risultando già uno dei maggiori centri della Piana, e versava alla colletta la somma di 9396 grana. Nel 1269-70 il re Carlo I d'Angiò ordinava di ripararne il castello, con tutta probabilità danneggiato da attacchi nemici. Nel 1283 il re stesso risulta presente presso il castello; nello stesso anno la rocca fu usata, temporaneamente, come carcere per i prigionieri provenienti da Gerace che era stata riconquistata. Nel 1305 viene elevata al rango di capoluogo di contea con primo feudatario l'ammiraglio Ruggero di Lauria. Nel 1310 risulta vi fossero due religiosi presso la cittadina, cifra che arriva a 15 nel 1325 e a 21 l'anno successivo. Nel 1354 vi viene fondato un convento di Celestini. Nel 1365 il feudo di Terranova passa a Ruggero II Sanseverino quindi al figlio Roberto I (1364-1391) e poi al nipote di quest'ultimo Enrico, arrestato per debiti e poi decapitato in quanto coinvolto in una congiura. La contea fu quindi data in feudo a Battista Caracciolo come ricompensa per averne scacciato gli aragonesi. Tornate le terre alla corona in conseguenza della ribellione del Caracciolo furono date da Alfonso d'Aragona a Carlo Ruffo conte di Sinopoli. Restituita la contea successivamente al Caracciolo questa fu ereditata dal nipote Tommaso che fu incarcerato perché coinvolto nella congiura di Antonio Centelles. Le terre passarono quindi nel 1458 a Marino Correale e dopo la sua morte furono date come ricompensa, il 12 aprile 1502, a Consalvo di Cordova. In questo periodo Terranova fu coinvolta nelle guerre franco-spagnole per il dominio sul regno di Napoli e per lo meno qualche scontro collegato alla battaglia di Seminara del 1495 e quella del 1503 si svolse nelle sue vicinanze.

### L'apogeo
All'inizio del Cinquecento a Terranova fu attribuito il titolo di “città”, ben meritato visto che Terranova nel 1532 contava tra i 4 800 e i 6 000 abitanti; inoltre nella relazione del Barrio del 1571 Terranova è descritta come una cittadina eminente, sia riguardo alle risorse naturali – caccia e pesca – ma anche per le coltivazioni. Nel 1545 la popolazione si aggirava tra i 7000/9000 abitanti che diventarono 9 000/12 000 nel 1561, l'anno precedente il ducato era stato comprato da Tommaso de Marinis, la città era quindi in piena crescita; a testimonianza di ciò vi è anche da dire che vi venne tenuto un concilio ecclesiastico provinciale nel 1574, che non si era potuto tenere a Reggio per via di una scorreria barbaresca. Nello stesso anno il ducato di Terranova fu comprato per 20000 ducati da Battista Grimaldi. Si può ritenere che all'incirca questo sia stato il periodo di maggior floridezza per il centro. Subito dopo ebbe inizio la decadenza, provocata non tanto dalle guerre quanto dalle lotte intestine e dalla rapacità del dominio spagnolo. Già nel 1590 Terranova chiede di essere esentata dal pagamento di alcune imposte, anche se era già stata amministrata per cinque anni da un “commissario di redenzione” che evidentemente non era riuscito a sanare la situazione finanziaria, ciò è testimoniato anche dal numero degli abitanti che passò, nel 1595, a 7 000/9 000 con un calo di circa 3 000 unità. Nel 1593 si ebbero nello spazio di otto giorni una serie di terremoti che danneggiarono l'abitato, inoltre la Piana era percorsa nello stesso periodo da bande di briganti che l'amministrazione spagnola era incapace di eliminare e che sicuramente influirono negativamente sulla situazione economica della cittadina.

### La presenza degli ebrei
Fino al XVI secolo si trova a Terranova un grosso insediamento di ebrei, uno dei più importanti stanziamenti dell'intera Calabria (27 fuochi censiti nel registro del percettore di Calabria Ultra, contro i 12 di Oppido o i 2 di Rosarno, per esempio). Gli ebrei si dedicano soprattutto alla lavorazione della seta ed alla commercializzazione del prodotto grezzo e finito. La stessa denominazione di Giudecca, che si riscontra ancora tra i toponimi locali, lo attesta in maniera inequivocabile.

### Il filosofo Bernardino Telesio e Terranova
Papa Paolo III, su sollecitazione del potente e temuto cardinale Carafa, assegna al giovane chierico Bernardino, della nobile famiglia cosentina dei Telesio, il beneficio della chiesa parrocchiale di S. Nicolò de Latinis di Terranova.
Al beneficio ecclesiastico è annessa la cura delle anime. Questa clausola fa presupporre che il giovane Bernardino Telesio in qualche modo sia stato presente a Terranova, proprio per sostanziare la completezza dell'incarico. Ben presto, comunque, Bernardino, allo scopo di dedicarsi interamente ai suoi studi in Napoli, rinuncia in favore del fratello Paolo che in data 7 maggio viene investito del beneficio. I Telesio, comunque, con diversi loro rappresentanti, hanno usufruito di benefici a Terranova

### Dal secolo XVII al “grande flagello”

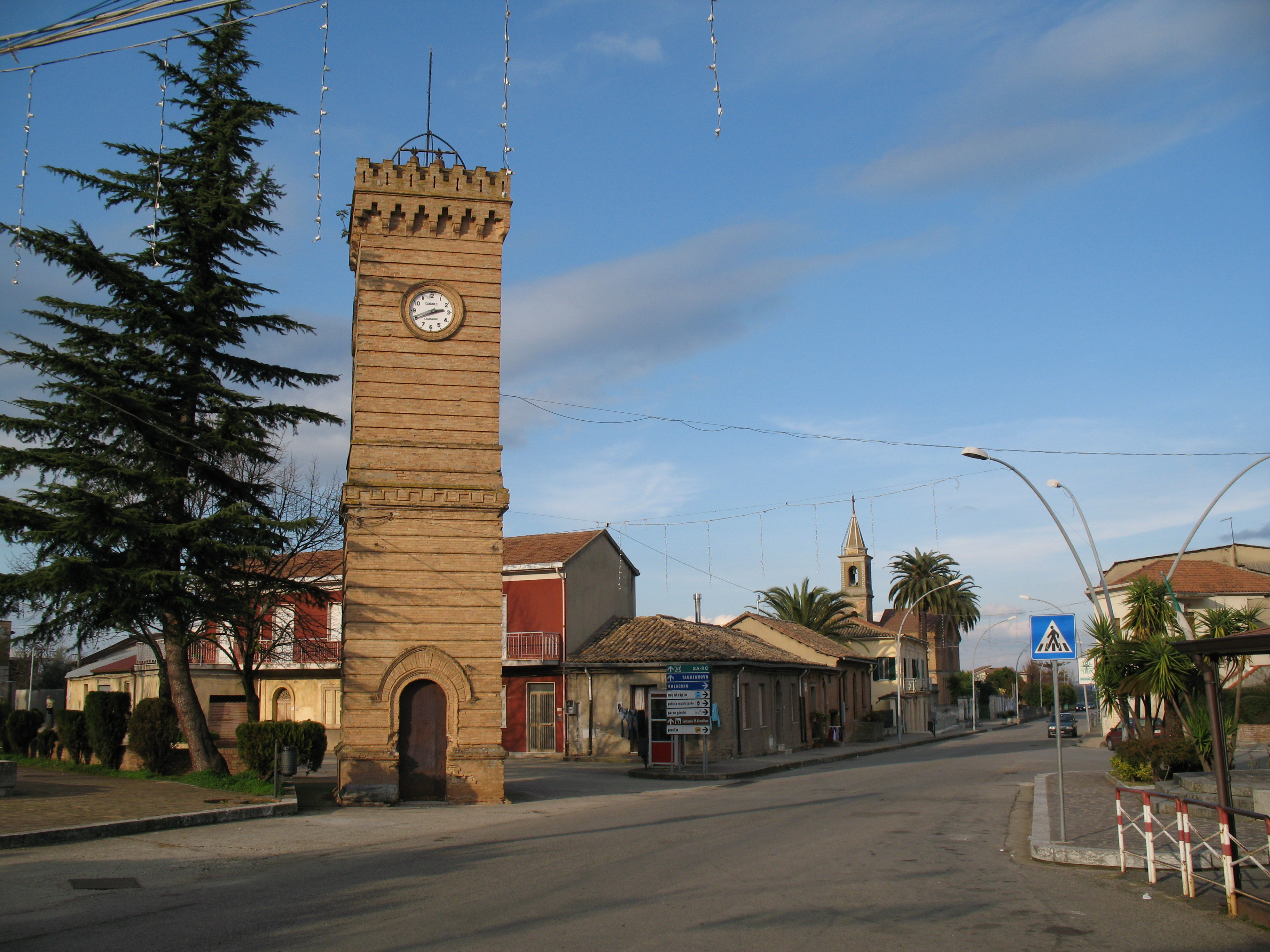
Torre dell'orologio

Nel 1648 continua lo spopolamento, infatti la città denuncia una popolazione di 6 000/7 500 per 1 529 fuochi questi ultimi diventarono 1 172 nel 1666, 1 293 nel 1670 e 1 200 nel 1675; probabilmente in queste rilevazioni erano compresi anche gli abitanti dei casali sparsi nella campagna. Nel 1693 l'abate Giovan Battista Pacichelli di passaggio a Terranova dichiarò di aver trovato la città “col suo forte castello quasi distrutta” segno questo che oltre allo spopolamento anche lo stato materiale di Terranova deperiva. Dalle relationes ad Limina dei vescovi risultano 1 200 abitanti per il 1699 e 1 100 per il 1702 e il 1705. Negli anni successivi vi fu un certo ripopolamento, dovuto probabilmente al trasferimento di gente dai casali vicini anch'essi in decadenza. A meta del secolo XVI vi fu un forte intervento del vescovo mons. Mandarani per moralizzare i costumi del paese, battaglia che fu vinta dopo duri scontri tra il porporato e i maggiorenti della cittadina. Nel 1768 giunse a Terranova l'idrologo lucchese Giovanni Attilio Arnolfini incaricato dalla principessa Grimaldi di visitare i suoi feudi. Ospitato dai Celestini ecco qui un passo della sua relazione: 
(G. Attilio Arnolfini, Dissertazione sopra i feudi della Principessa di Gerace e altre note di viaggio nelle Calabrie nel 1768, Con prefazione e note di Luigi Volpicella, ASC, a. 111-1915, n. 3 e segg)
Come si può evincere Terranova era in fase di declino anche a causa delle persone che preferivano trasferirsi in centri all'epoca in pieno sviluppo quali Gioia, Radicena e Casalnuovo (ora Cittanova). In effetti nel periodo del viaggio dell'Arnolfini vi sono relazioni riguardo ad abitazioni in stato di incuria e pericolanti per via dei terremoti. Nel 1772 il vescovo dichiara che la popolazione è di 1 145 persone.

### Il "Melos concinendum… recurrente festivitate inventionis S. Crucis" (1754)
Il 3 maggio 1754, in occasione dei consueti festeggiamenti annuali in onore del SS. Crocifisso, viene cantata per la prima volta, dalla locale "Schola cantorum", all'interno della chiesa del SS. Crocifisso, una melodia composta da Giuseppe Antonio Barba, in quel periodo a Terranova quale Maestro di Cappella. 
Il testo della composizione pervenuto a noi, sia in copia manoscritta posteriore (1858) che attraverso una pubblicazione datata 1879 per i tipi dello Stab. Tipografico "L. Ceruso" di Reggio Calabria (pubblicata assieme ad altra melodia italo-latina cantata nella stessa chiesa), è un interessante documento non soltanto di composizione sacra ma anche un esempio significativo di pietà popolare. La musica del Melos è andata dispersa. 
I Meloi (plurale di Melos, ma sono definiti spesso pure  Trionfi) sono una sorta di oratorio e vengono cantati nelle Chiese calabresi in occasione di eccezionali ricorrenze religiose o feste da solennizzare con particolare devozione. 
Il Melos eseguito a Terranova nel 1754, composto interamente in latino, è strutturato in forma di dialogo nel quale interagiscono quattro personaggi solisti, due maschili e due femminili (Taurianova, ovvero Terranova, Crocifisso, Grazia, Peccato) assieme ad un gruppo vocale (Coro) supportati da un organico strumentale.

### Il terremoto del 1783

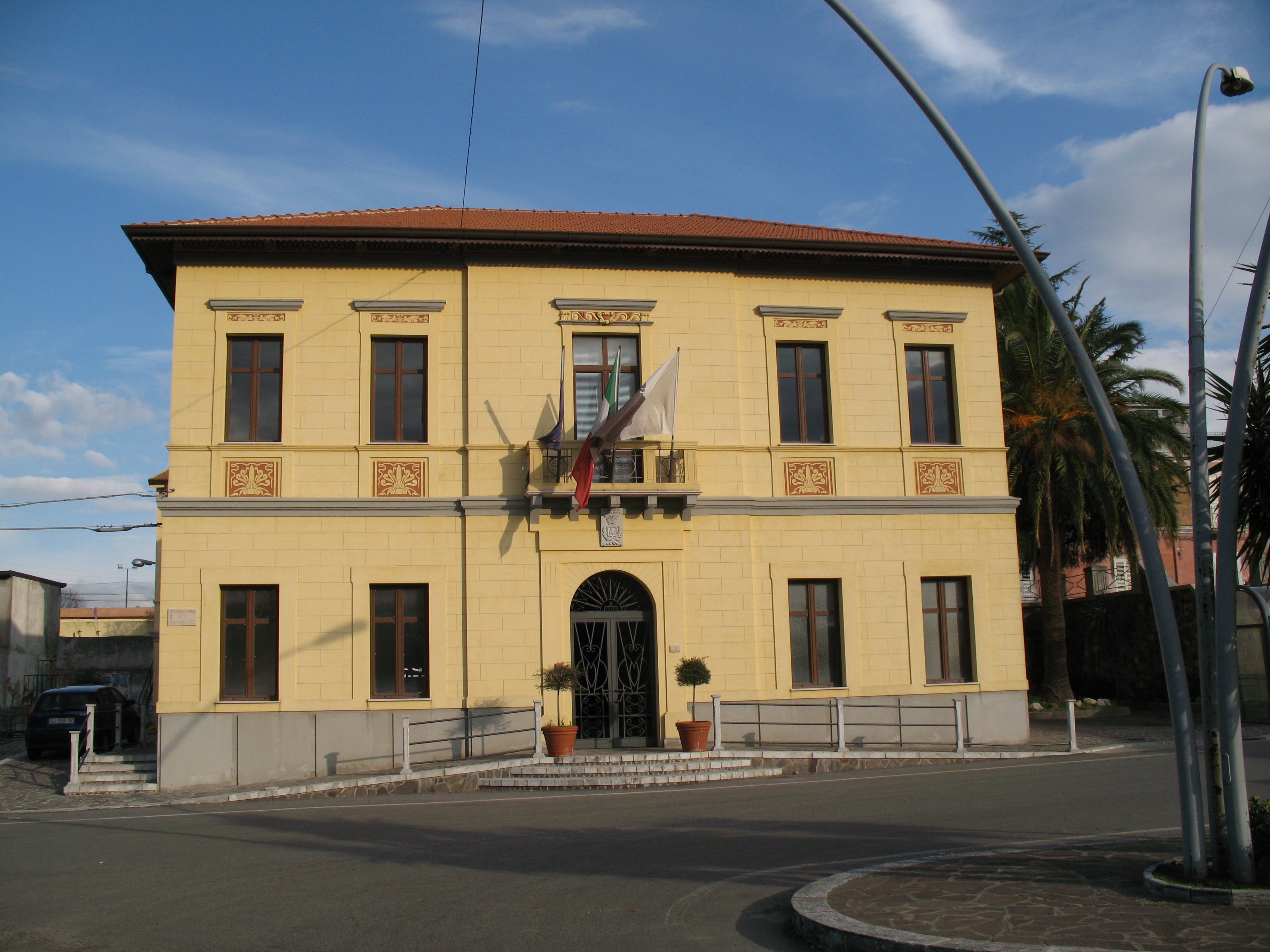
Palazzo municipale

Nel 1783, in conseguenza del terremoto definito da scienziati ed osservatori il flagello, l'antica Terranova riceve un colpo fatale. Il suo sito è squassato in maniera catastrofica con abitazioni spostate di 200 piedi e distruzione, in sostanza, dell'intero patrimonio edilizio con conseguente formazione di laghi di sbarramento. 
I danni materiali raggiungono la stima di 500000 ducati ponendo Terranova al quinto posto dopo Reggio, Polistena, Casalnuovo (poi diventata Cittanova) e Bagnara Calabra. Ancor più grave è il numero delle vittime che ammontano a 1 452 (494 maschi, 317 femmine, 603 ragazzi, 23 monaci e 15 monache), in pratica circa il 70% della popolazione (anche se si riscontrano dati alquanto disomogenei in queste enumerazioni tra i diversi autori).

### Lo spostamento in località "Canoro" e la scelta dei luoghi contigui al vecchio insediamento
Nell'immediato post-terremoto prende corpo l'idea di trasferire i sopravvissuti (che nel frattempo occupano le zone circostanti all'antico insediamento rifugiandosi, alla meglio, per ripararsi dai rigori dell'inverno) in località Canoro, tra Iatrinoli e Radicena (poi diventata Taurianova).
Anzi, nel 1785 Pietro Galdo appronta una Pianta Topografica dell'edificanda nuova Città. 
Spunta anche l'idea di un suggestivo nome, Ferdinandina, con cui chiamare il nuovo insediamento (per ingraziarsi i favori del re). 
Dopo un duro braccio di ferro tra il vicario generale Francesco Pignatelli e la popolazione, che per spostarsi nel luogo individuato dalle autorità pretende una serie di privilegi, quali quello di essere direttamente sotto la podestà reale, di ricevere finanziamenti per il trasferimento con fornitura di legname per le abitazioni e varie altre agevolazioni (tutte qualificate dal vicario come “stravaganti pretensioni” e “pretensioni inette”), la contesa è vinta dai locali che riescono a far costruire il nuovo abitato nel posto da loro scelto e già occupato nelle vicinanze dell'antico sito. 
Nel 1788, infatti, a firma di Galdo e de' Cosiron, viene approntata una nuova Pianta Topografica (in sostituzione della prima, quella della nuova edificazione tra Radicena e Iatrinoli) la quale prevede il nuovo insediamento nell'area odierna (esistono, di questa fase progettuale, sia la Pianta topografica della Città che la Pianta dei luoghi circostanti).
Lo sviluppo del nuovo centro nei primi anni è molto problematico e lento, anche dal punto di vista demografico. Il risanamento del territorio, nel quale si trovano acquitrini e laghi formatisi dallo sbarramento di corsi d'acqua e sorgenti, impone lavori importanti di prosciugamento promossi e attuati dalla Cassa sacra, anche per debellare l'insorgere di gravi malattie epidemiche. Nel 1793 si contano a Terranova 454 abitanti.

### L'Ottocento
L'invasione napoleonica, l'istituzione della repubblica napoletana, l'eversione della feudalità, il Risorgimento, l'unità d'Italia non avranno grande eco nel piccolo paese che ormai Terranova era diventato.
Il 9 agosto 1887 viene fondata una "Società Operaja di Mutuo Soccorso" costituitasi su impulso del segretario comunale Agostino Germanò (che ne viene acclamato all'unanimità Presidente) e forte di ben trenta soci fondatori, cui si aggiungeranno in seguito altri soci ordinari.
La costituzione viene sancita con atto rogato dal notaio Gaetano Alessio di Vincenzo di Molochio, il quale redige anche lo Statuto composto di trentotto articoli.

### Il Novecento
Il Novecento (specialmente i primi quindici-venti anni del secolo) mostra un fermento nel settore dei lavori pubblici e nella realtà sociale, economica, finanziaria e della stessa qualità della vita, in genere, di Terranova e dei suoi abitanti. 
Vengono realizzati numerosi progetti di urbanizzazione e di opere pubbliche e contemporaneamente sono portate a termine molte commesse edilizie di privati cittadini. Funzionano in centro due farmacie-drogherie. Anche dal punto di vista demografico si riscontra un forte indice di crescita, sia per l'incremento della natalità che per il trasferimento in Terranova Sappo Minulio di nuclei familiari da altri centri (anche per motivi di lavoro). Questo trend demografico positivo, tuttavia, comincia a decrescere a partire dagli anni venti del secolo.
Proprio in questo periodo, le difficoltà di approvvigionamento dei viveri (il pane, ad esempio, che è l'elemento basilare della cultura contadina), la non equa distribuzione dei generi annonari (fattori che rientrano in un quadro generale di crisi) ed il contemporaneo sopravvento di gruppi di potere che agiscono in spregio ad ogni rispetto mascherandosi dietro parvenze di legalità amministrativa, fanno scaturire malcontenti tra la popolazione. Nel febbraio del 1921 scoppia in paese una rivolta che sarà soffocata in un bagno di sangue.

### Rivolta di Terranova Sappo Minulio
"Nel febbraio del 1921 la popolazione di Terranova Sappo Minulio s'infiamma ancora una volta (il riferimento è ad analoghe dimostrazioni precedenti avvenute già nel 1917) (…) esplodendo in una serie di rimostranze culminate in una vera e propria sommossa, agghiacciante e sanguinosa, protrattasi per tre giorni (19-20-21)",
Questa sommossa si inserisce nel più generale periodo di grave crisi che attanaglia non soltanto la società meridionale, sia in relazione al caroviveri che alla mancanza effettiva di pane (e pure di frumento) ma anche in conseguenza di atteggiamenti dispotici di piccole camarille locali che intendono dominare a tutti i costi la cosa pubblica gestendo a proprio piacimento l'ufficio annonario.
La rivolta vede una mobilitazione considerevole di cittadini fatta anche di scontri fisici con le forze dell'ordine, soprattutto con le donne in prima fila a scandire lo slogan: Vivo Re, Viva Regina | Volìmu pani, volìmu farina.
I giornali dell'epoca riportano i resoconti delle tre giornate di Terranova Sappo Minulio (Il Corriere di Calabria, Cronaca di Calabria, La Gazzetta di Messina e delle Calabrie, 'U Chiaccu). Anche qualche interrogazione parlamentare (l'on. Giuseppe Filesi, in particolare) cerca di far luce sulla realtà e sulle dinamiche dei fatti. L'eco di questi scontri persiste a lungo, anche fuori della Calabria. Così si legge sul Corriere di Calabria del 27 febbraio 1921: "Conte ci telegrafa da Roma: 'I dolorosi fatti svoltisi a Terranova Sappominulio hanno prodotto viva impressione in questi circoli calabresi. L'on. Filesi, che si preoccupò subito perché il governo provvedesse senza indugio a rimuovere le cause del mal contento, conferì al riguardo col Sottosegretario di Stato all'Interno, on. Corradini, il quale dimostrò di volere agire con solerte energia. Tuttavia l'on. Filesi ha presentato alla Presidenza della Camera la seguente interrogazione: 'Al Presidente del Consiglio Ministro dell'Interno, sui fatti avvenuti il 20 febbraio 1921 a Terranova Sappominulio, sulle cause che li determinarono e sui provvedimenti adottati'".
Le tre giornate di Terranova Sappo Minulio si concludono tragicamente per gli abitanti di Terranova, in quanto il sindaco dà ordine ai Reali Carabinieri di sparare sulla folla dimostrante: vengono ferite alcune persone e altre sono arrestate.

### L'unione di Terranova, Radicena e Iatrinoli nel macrocomune di "Taurianova"
Nel 1928 Terranova Sappo Minulio per effetto del R.D.L. datato 16 febbraio 1927 (con pubblicazione sulla Gazzetta Ufficiale in data 12 marzo ed entrata in vigore il successivo 27 dello stesso mese) viene accorpato a Radicena ed a Iatrinoli per formare il nuovo comune di Taurianova.
Solo il 23 aprile 1946 Terranova Sappo Minulio può riacquistare la propria autonomia amministrativa.

### Simboli
Stemma e gonfalone
La descrizione dello stemma comunale, concesso con D.P.R. del 18 aprile 2011 con l'aggiunta degli ornamenti da Città insieme al gonfalone e alla bandiera, è la seguente:
mentre quella relativa al gonfalone è:
Per la bandiera:
Lo stemma è stato concesso riprendendo l'antichissimo blasone raffigurante san Martino di Tours a cavallo nell'atto di tagliare il mantello e porgerlo al poverello nudo e seduto similmente, ad esempio, a quello presente sul simbolo comunale di Taurianova.
I precedenti simboli, concessi con D.P.R. del 12 aprile 1984 con gli ornamenti da Comune, avevano le seguenti descrizioni:

## Monumenti e luoghi d'interesse

### Architetture religiose
- Chiesa del Santissimo Crocifisso
- Chiesa di Maria Santissima Assunta
- Torre dell'orologio

### I ruderi dell'antico abitato
All'interno del cimitero sono ancora visibili i ruderi della torre dell'antico abitato distrutto dal terremoto del 1783.
La torre, squassata dalla forza del sisma (ondulatorio e sussultorio), è adagiata su un lato, esattamente come è raffigurata nella stampa settecentesca dell'architetto Pompeo Schiantarelli, il quale "designavit dal vero" lasciandoci testimonianza anche di altre rovine non soltanto di Terranova.
Altri ruderi, presumibilmente relativi al castello di Terranova, sono ancora visibili nella località denominata, appunto, "Castello".

### I portali in pietra delle "case palaziate"
A partire dai primi anni dell'Ottocento, le famiglie locali più in vista (ma anche altri nuclei trasferitisi, per diversi motivi, nella nuova edificazione cittadina) hanno cominciato a costruire le loro abitazioni, o "case palaziate" (ovvero case con più stanze con pianterreno e primo piano), adornando gli ingressi con interessanti portali in pietra dovuti alla perizia delle maestranze locali.
Tra i più interessanti portali in pietra ancora visibili vi sono quello di Palazzo Pigneri e di Palazzo Zito.

### Fontana di piazza Cesare Battisti
Si tratta di una fontana monumentale di buona fattura in pietra, realizzata da maestranze locali e databile fine Ottocento, una costruzione successiva alla canalizzazione ed alla conduzione in centro delle acque della sorgente Certara. È conosciuta meglio, in paese e nei dintorni, come 'U quattru canali, dal numero delle fontane che ne adornano i quattro lati.

### L'elettrificazione dell'illuminazione pubblica
Nel 1908 viene elettrificata l'illuminazione pubblica, in seguito alla stipula di una convenzione tra il comune e la ditta "ing. Albonico e compagni" (la stessa che stava elettrificando Radicena e Iatrinoli), con centralina idroelettrica impiantata in località Solì (anche per la fornitura di elettricità ai due centri vicini). 
La rete di illuminazione pubblica è costituita da dieci lampadine di 16 candele e dieci lampadine di 20 candele.
Contestualmente anche per i privati vi è possibilità di avere in casa l'energia elettrica (con contratti normalmente a forfait, cioè con pagamento di quota fissa, i quali consentono di utilizzare la luce elettrica solo in particolari e limitati orari serali).
L'orologio della torre ed il municipio, in virtù di una postilla obbligazionale intercorsa tra amministrazione comunale e ditta appaltatrice, vengono illuminati gratuitamente (questi accordi sono ratificati nei protocolli di concessione, a favore della ditta Albonico,  dell'autorizzazione di impianto della centralina idroelettrica, su suolo comunale, in contrada Solì).
La nuova tipologia di illuminazione sostituisce i preesistenti "fanali a petrolio" (la cui installazione risale al 1871).

### Il Palazzo di Città
Il nuovo Palazzo di Città è inaugurato nel 1916. Costruito su progettazione dell'ingegner Giuseppe Ferraris, viene completato in quasi due anni di lavori e malgrado le difficoltà del periodo bellico, dopo l'affidamento dell'appalto, avvenuto mediante il sistema della "candela vergine" (6 aprile 1915), alla ditta che lo ha realizzato.

## Società

### Evoluzione demografica
Abitanti censiti

## Cultura

### Eventi
Il 26 luglio di ogni anno si festeggia sant'Anna.

## Geografia antropica

### La frazione Scroforio
Scroforio è l'unica frazione del comune: un modesto agglomerato urbano situato, rispetto alla Strada provinciale 1 (ex statale 111) nel tratto Taurianova-Terranova Sappo Minulio, a qualche chilometro all'interno. È storicamente ed amministrativamente collegato a Terranova Sappo Minulio, di cui è frazione. È stato anche, in passato, uno dei casali della vecchia Terranova distrutta dal terremoto del 1783.
Gli altri casali della vecchia Terranova, oltre Scroforio, sono stati: Molochio, Molochiello, Galatoni, Bracadi, Radicena, Iatrinoli, Curtuladi-Casalnuovo, San Martino e Santo Martinello, San Leo, Carbonara, Cristò, Vatoni, Pìcare, Rizziconi. Molti di questi casali adesso sono toponimi di contrade. Scroforio è citato nei vari documenti e riportato nelle carte geografiche d'epoca con differenti indicazioni: da Scalamosorio a Scrofolìo, a Scrofolìa, a Scrofario. Quest'ultima denominazione permane nel linguaggio dialettale. Vi si trova la chiesa di Sant'Elia profeta.

## Economia
L'economia locale si basa essenzialmente sull'agricoltura (olive da olio ed agrumi, in particolar modo) e sull'allevamento (specialmente di suini).
Viene coltivata in aree terrazzate una qualità di susina (ben conosciuta come pruna 'i Terranova), molto apprezzata sul mercato, la quale prospera sia per fattori climatico-ambientali (ventilazione, esposizione) che per le peculiarità dell'humus. In special modo nell'ultimo decennio, in virtù anche di un allargamento dell'area colturale, questa particolare susina sta diventando sul mercato un autentico prodotto di nicchia.
In paese vi è una discreta presenza di addetti all'edilizia.

## Infrastrutture e trasporti

### Strade

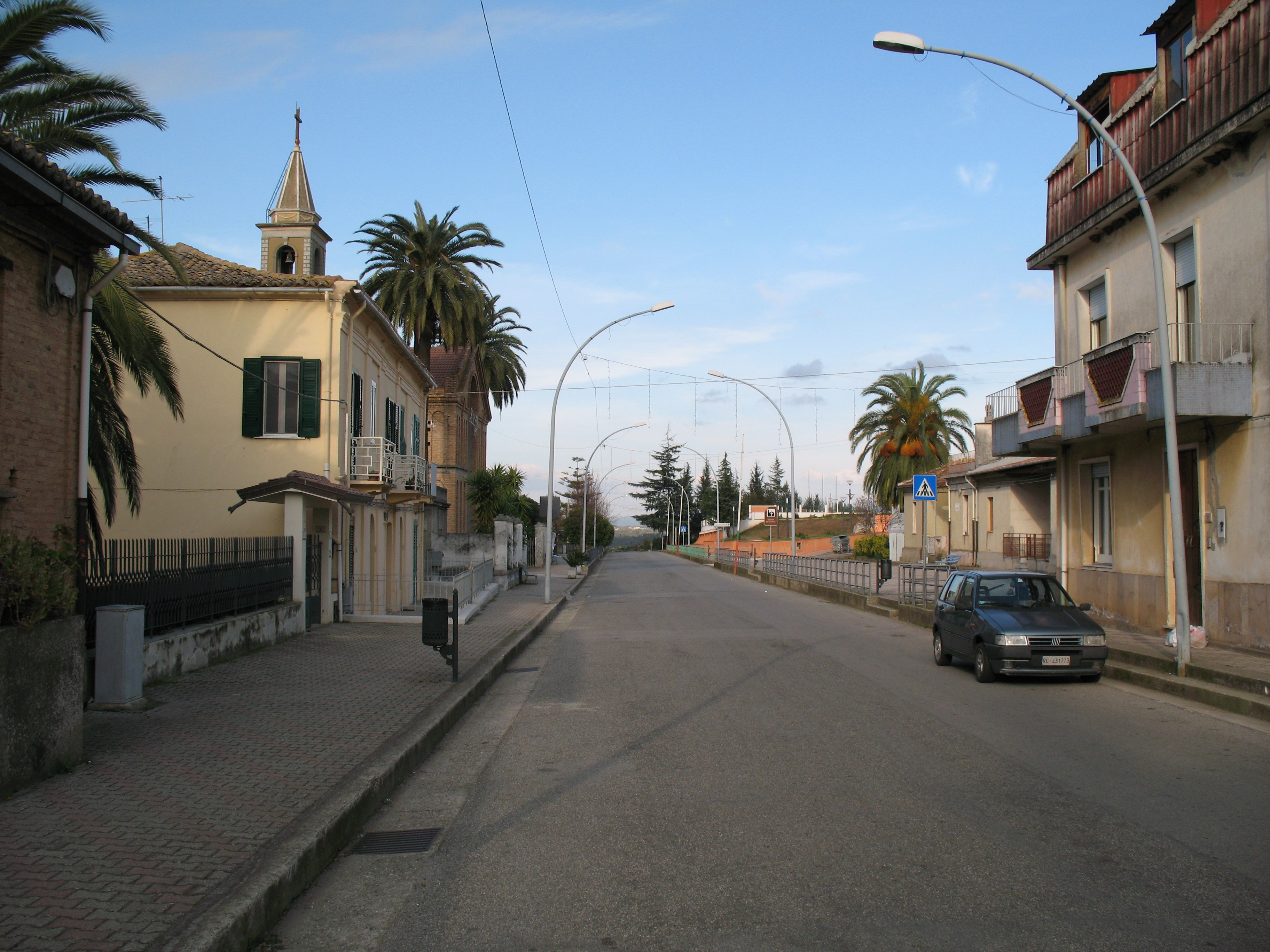
SP1dir

Terranova è situata lungo la diramazione della Strada Provinciale 1 (SP1dir già SS111dir) che da Taurianova giunge a Varapodio.
Esiste anche una strada provinciale che da Terranova giunge a Molochio.
È inoltre previsto che il comune venga toccato dalla nuova Pedemontana della Piana di Gioia Tauro che interesserà inoltre i territori comunali di Laureana di Borrello, Feroleto della Chiesa, Maropati, Melicucco, Anoia, Cinquefrondi, San Giorgio Morgeto, Cittanova, Taurianova, Molochio, Varapodio, Oppido Mamertina, Scido, Delianuova, Santa Cristina d'Aspromonte, Cosoleto.

### Linee ferroviarie
La stazione delle FS più vicina è quella di Gioia Tauro (20 km).

### Autobus
L'Autoservizi Buda assicura collegamenti con gli altri paesi più importanti della piana e con Reggio Calabria, Siderno e Catanzaro

### Aeroporti
Gli aeroporti più vicini sono:
- Reggio Calabria (REG - distanza 74 km)
- Lamezia Terme (SUF - distanza 92 km).

## Amministrazione
L'indirizzo del municipio è Piazza XXIV Maggio, 1. 

 
La classificazione climatica è la C.

Era compreso nel circondario di decentramento amministrativo della piana.
| Periodo          | Periodo          | Primo cittadino | Partito                                                  | Carica  | Note |
| ---------------- | ---------------- | --------------- | -------------------------------------------------------- | ------- | ---- |
| 17 novembre 1996 | 16 novembre 1997 | Michele Tigani  | lista civica                                             | sindaco |      |
| 16 novembre 1997 | 27 maggio 2002   | Michele Tigani  | lista civica                                             | sindaco |      |
| 27 maggio 2002   | 28 maggio 2007   | Michele Tigani  | lista civica di centro-destra                            | sindaco |      |
| 28 maggio 2007   | 7 maggio 2012    | Salvatore Foti  | lista civica                                             | sindaco |      |
| 7 maggio 2012    | 11 giugno 2017   | Salvatore Foti  | lista civica Progetto per Terranova Sappo Minulio        | sindaco |      |
| 11 giugno 2017   | 13 giugno 2022   | Salvatore Foti  | lista civica Progetto per Terranova Sappo Minulio        | sindaco |      |
| 13 giugno 2022   | in carica        | Ettore Tigani   | lista civica Primavera Terranovese - Uniti per rinascere | sindaco |      |

## Galleria d'immagini

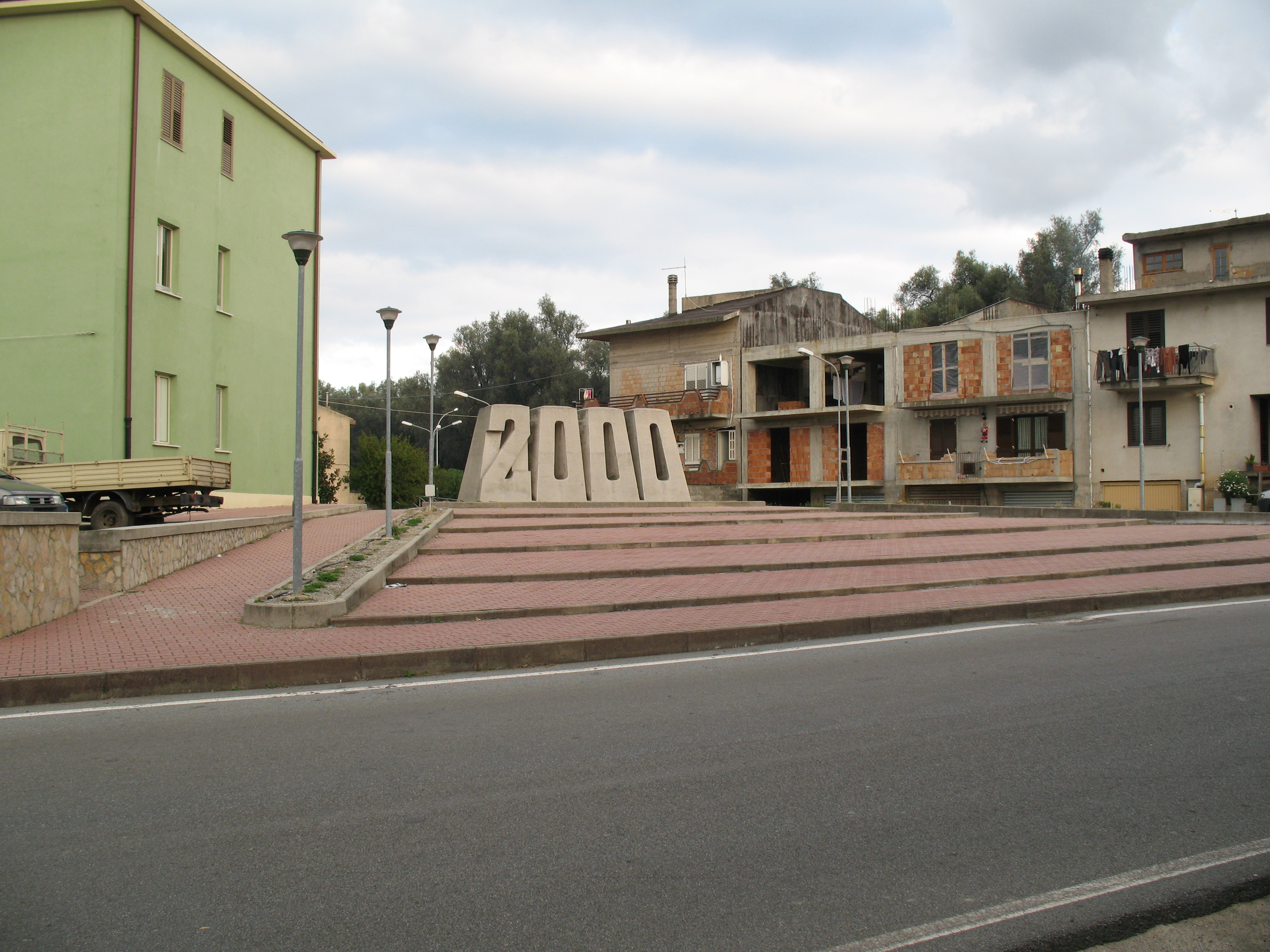
Monumento 2000
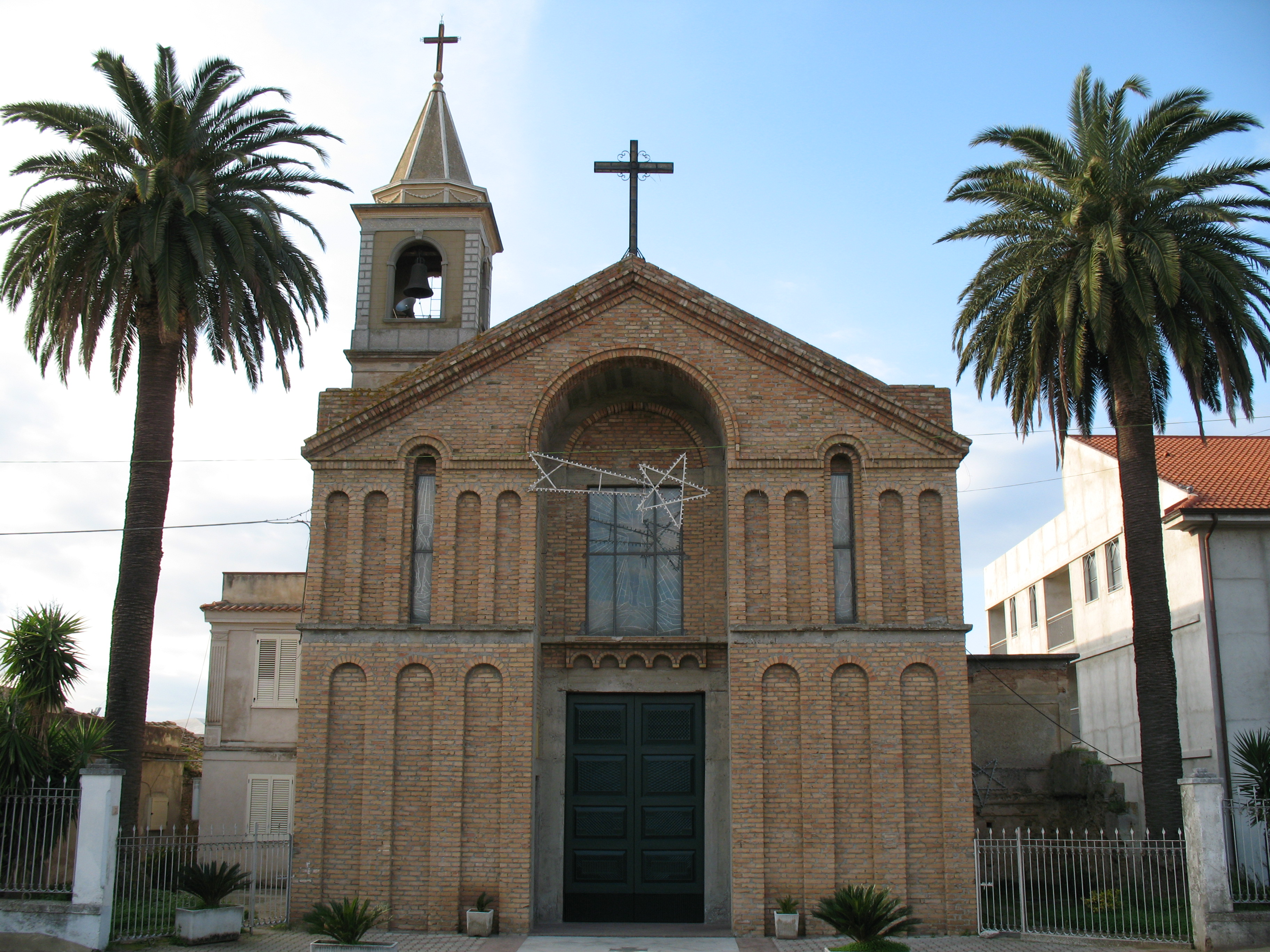
Chiesa del SS. Crocifisso
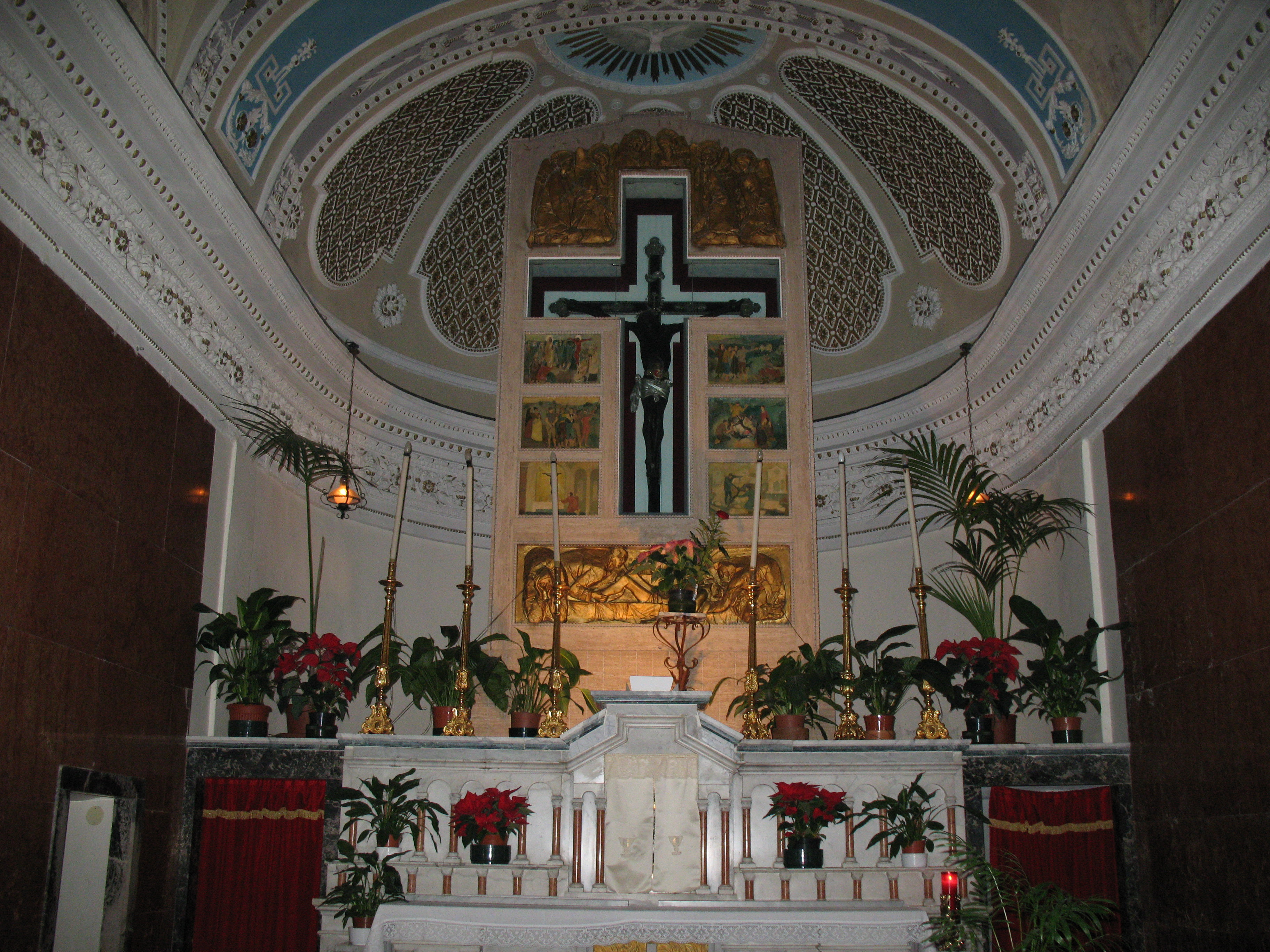
Reliquia del SS. Crocefisso
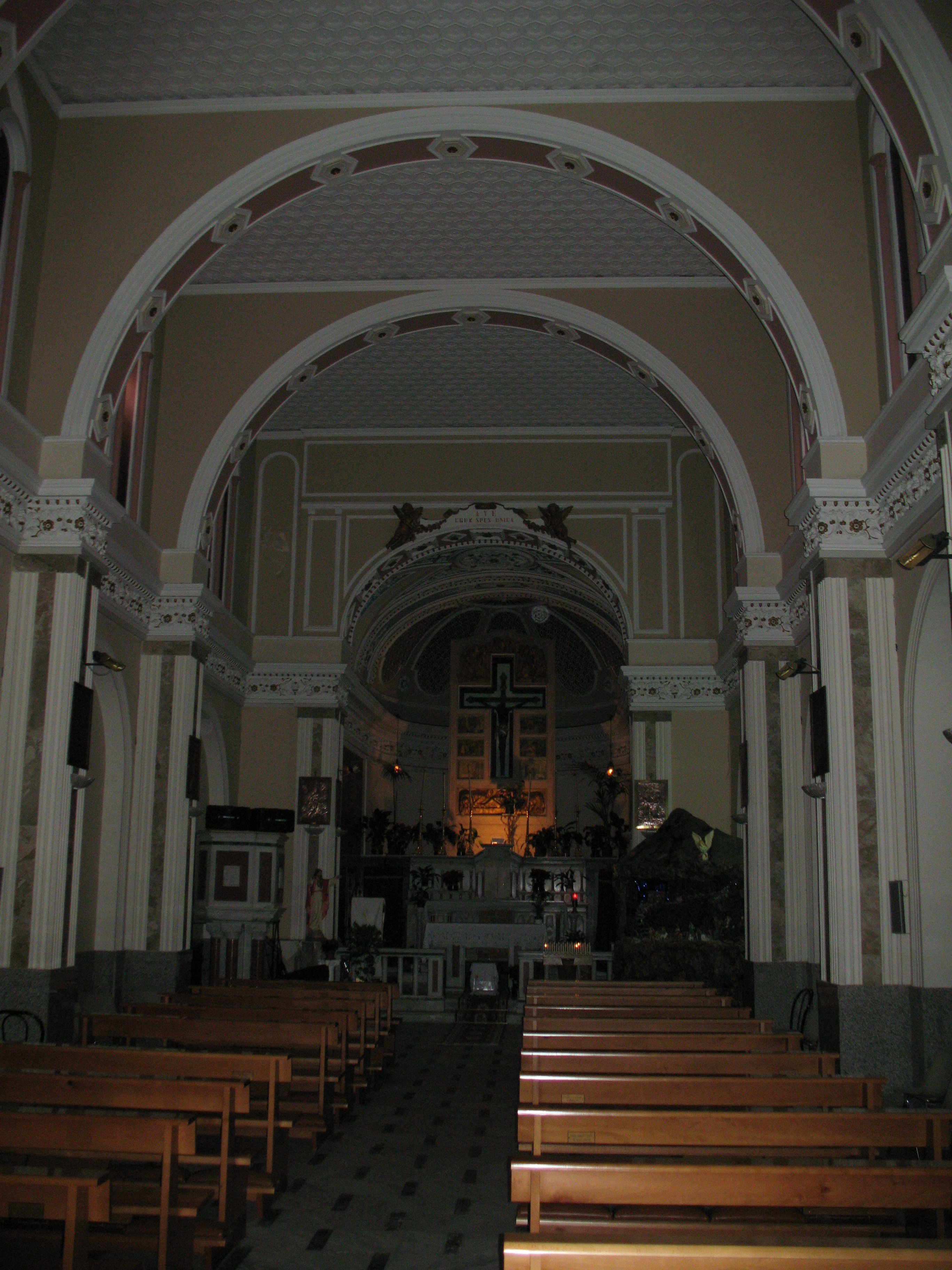
Chiesa del SS. Crocifisso, interno
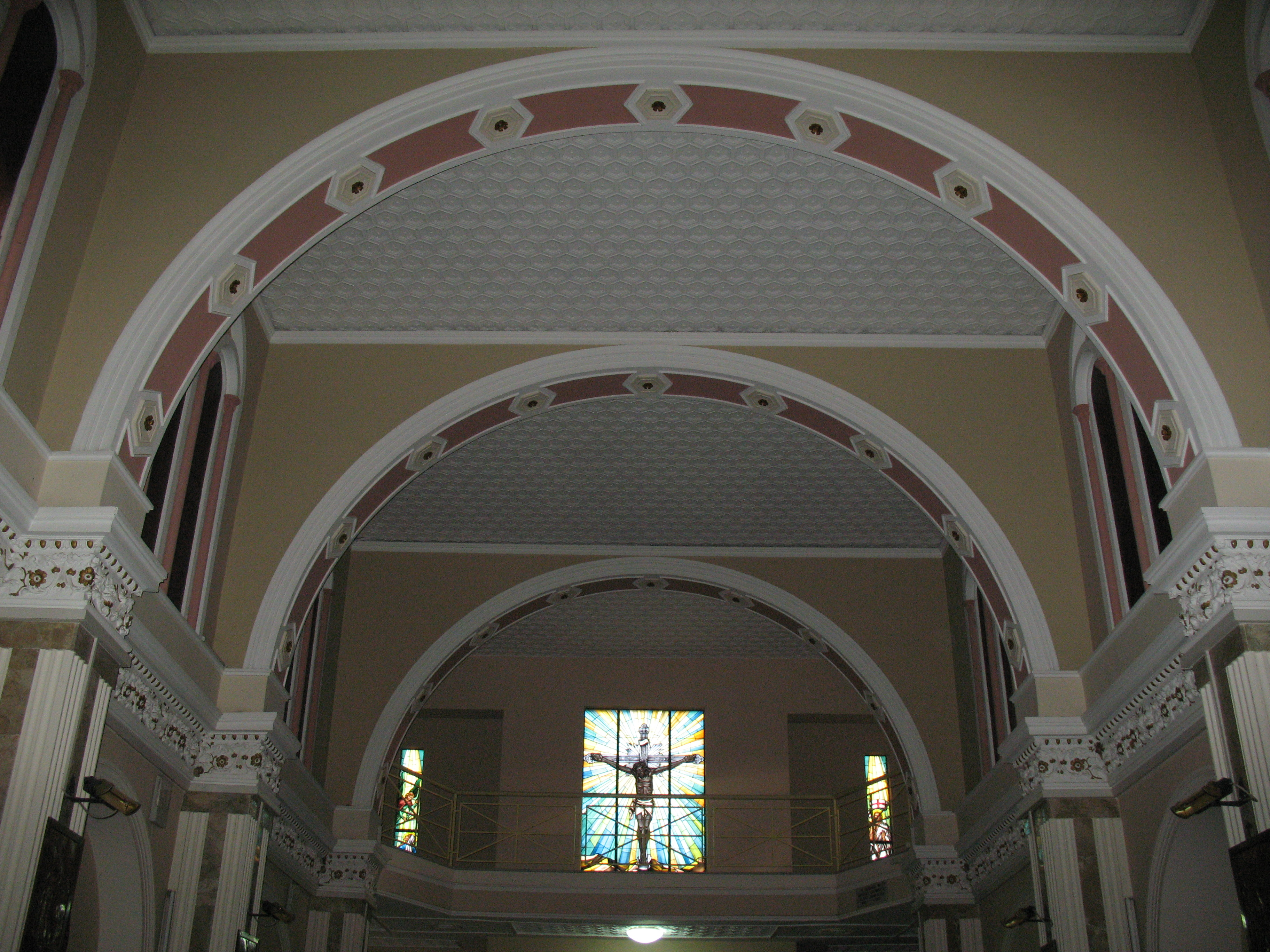
Chiesa del SS. Crocifisso, parte posteriore
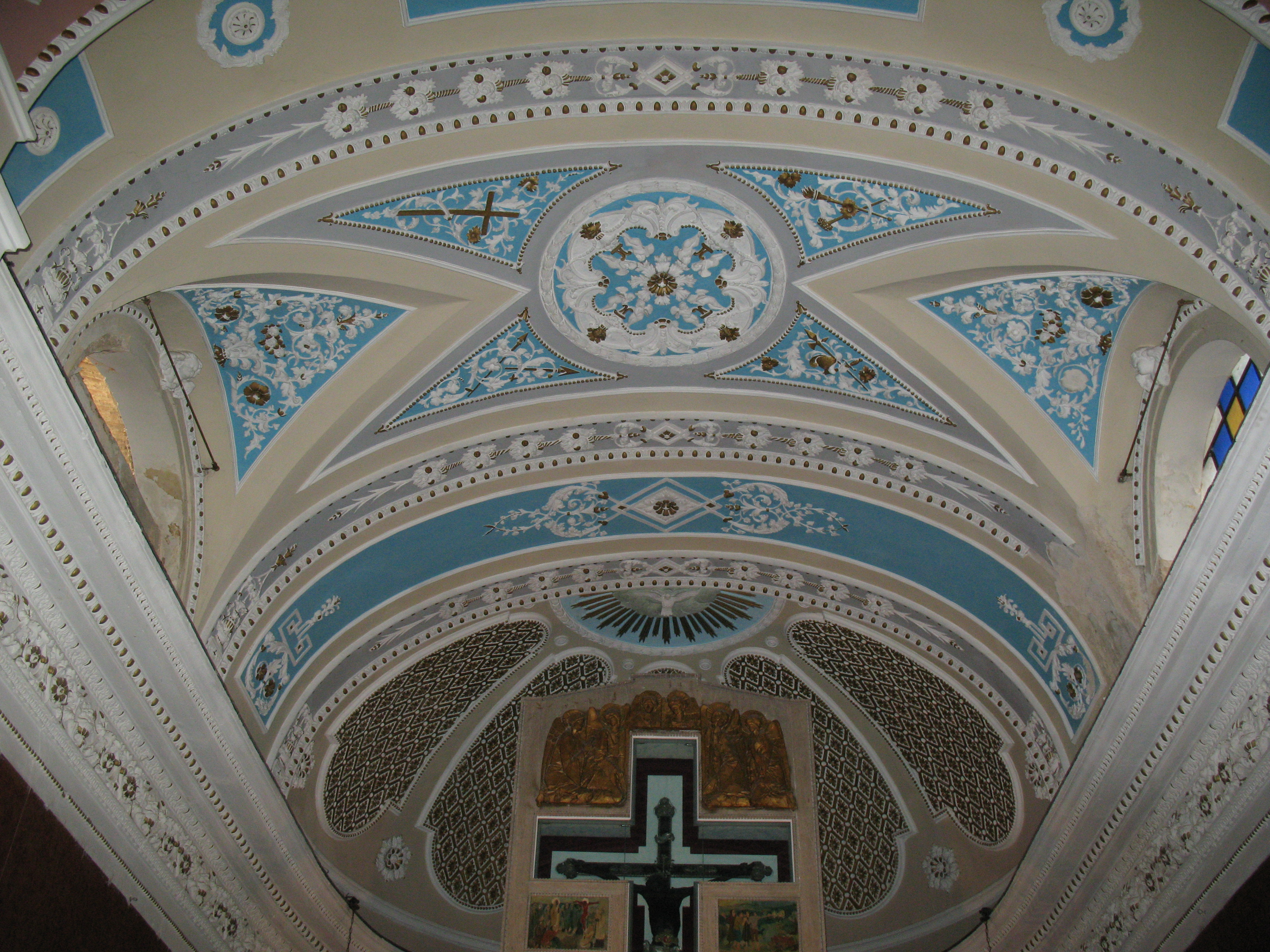
Chiesa del SS. Crocifisso, soffitto
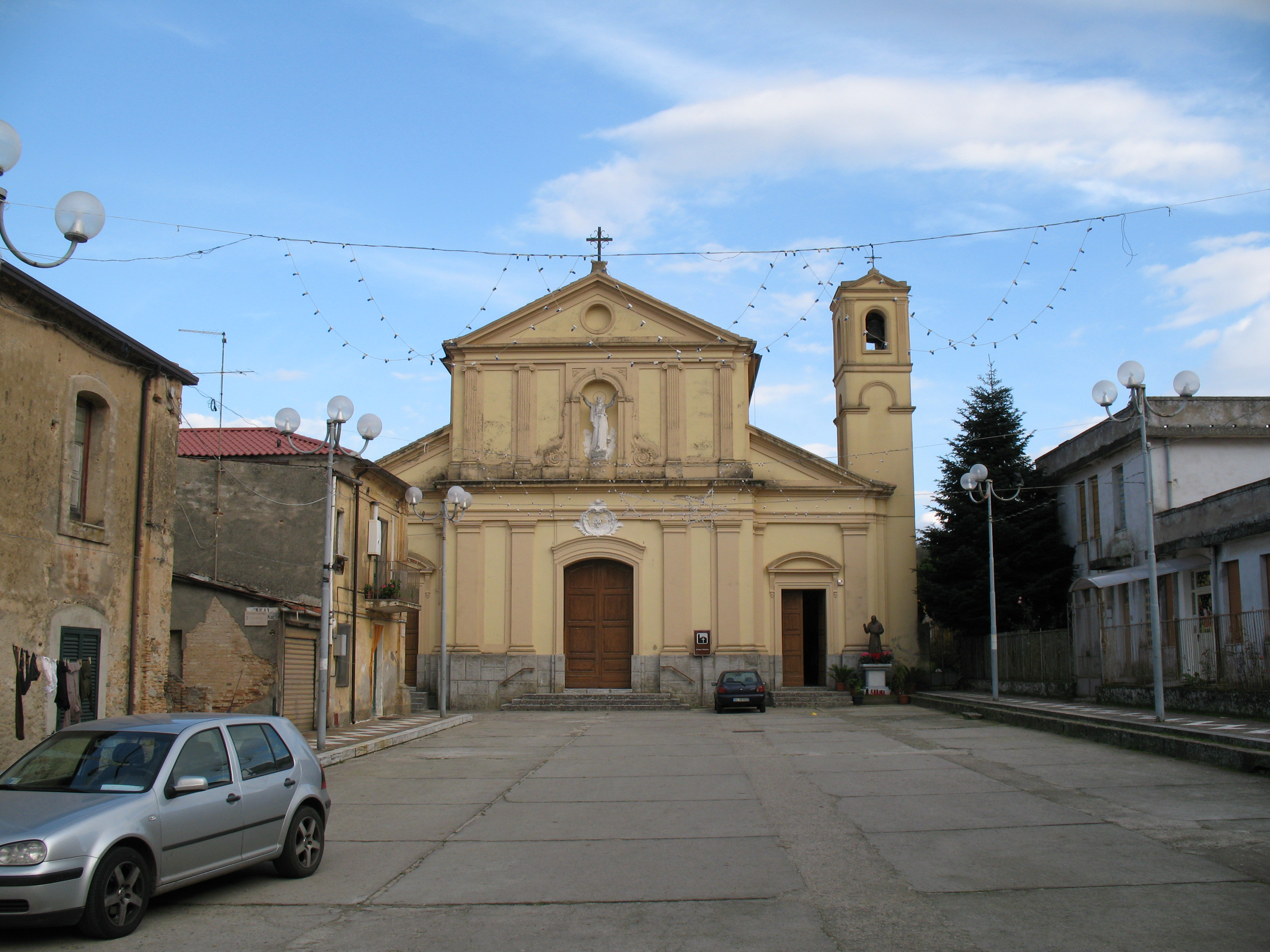
Chiesa Matrice
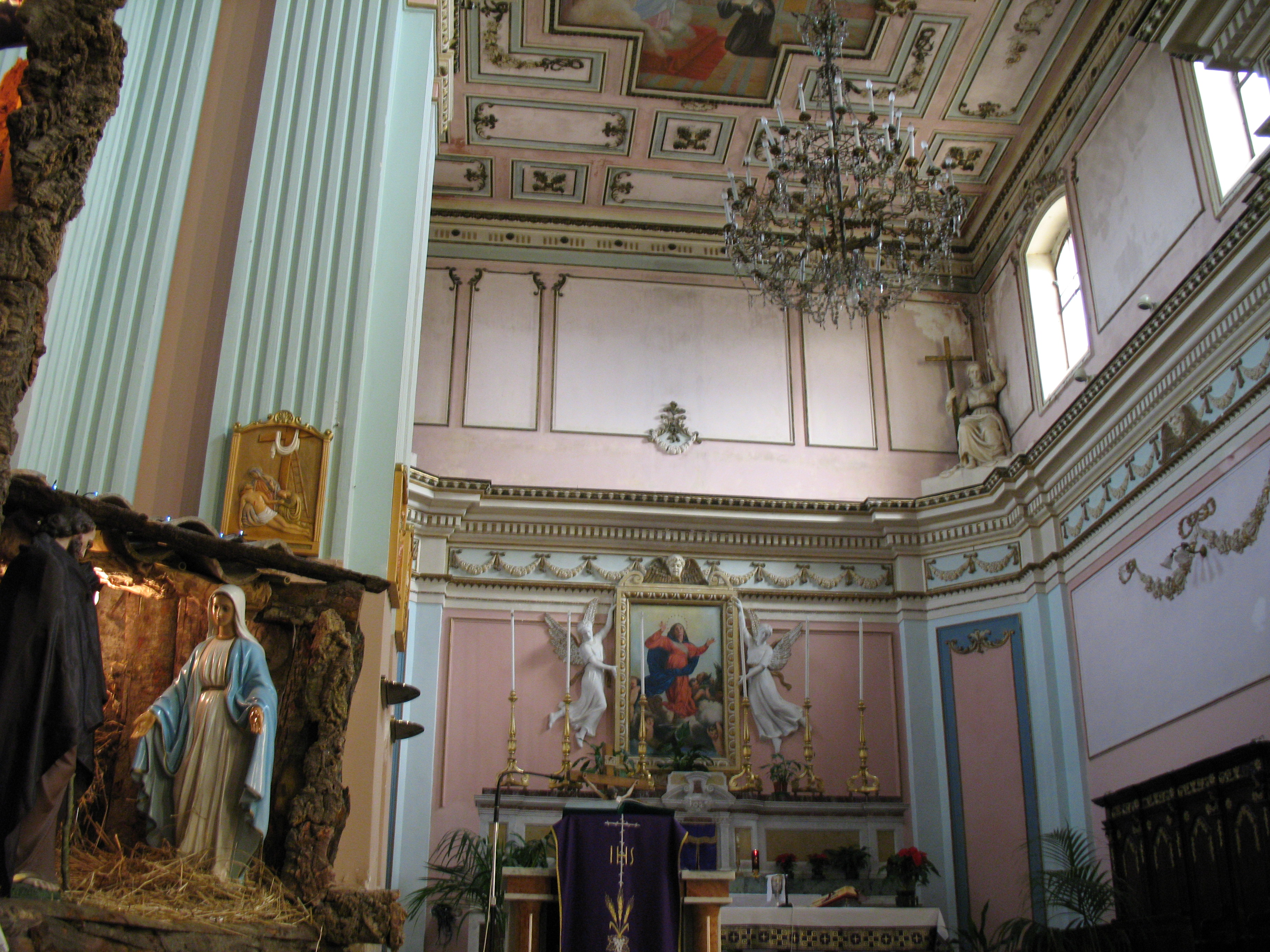
Chiesa Matrice, interno
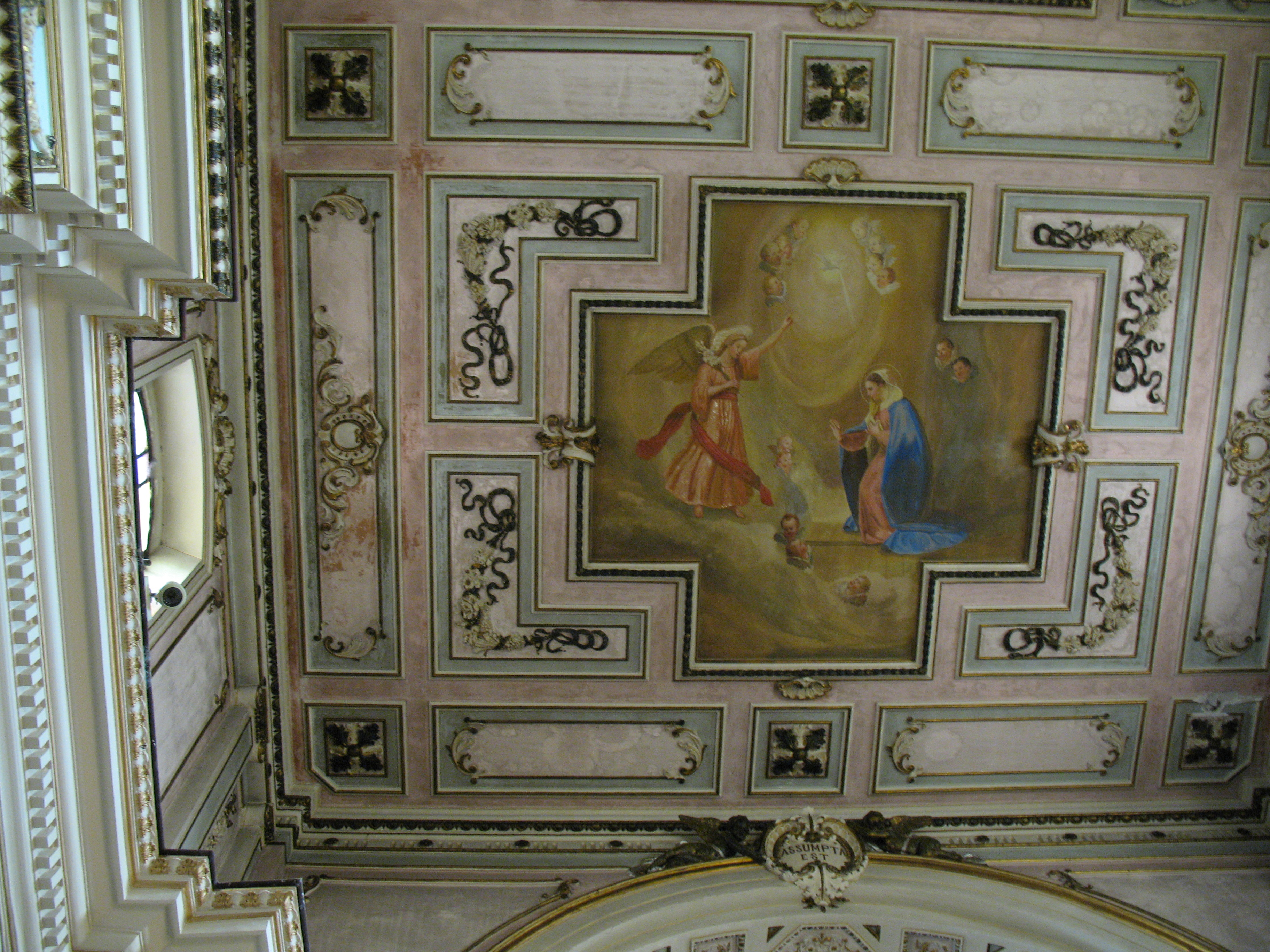
Chiesa Matrice, particolare soffitto
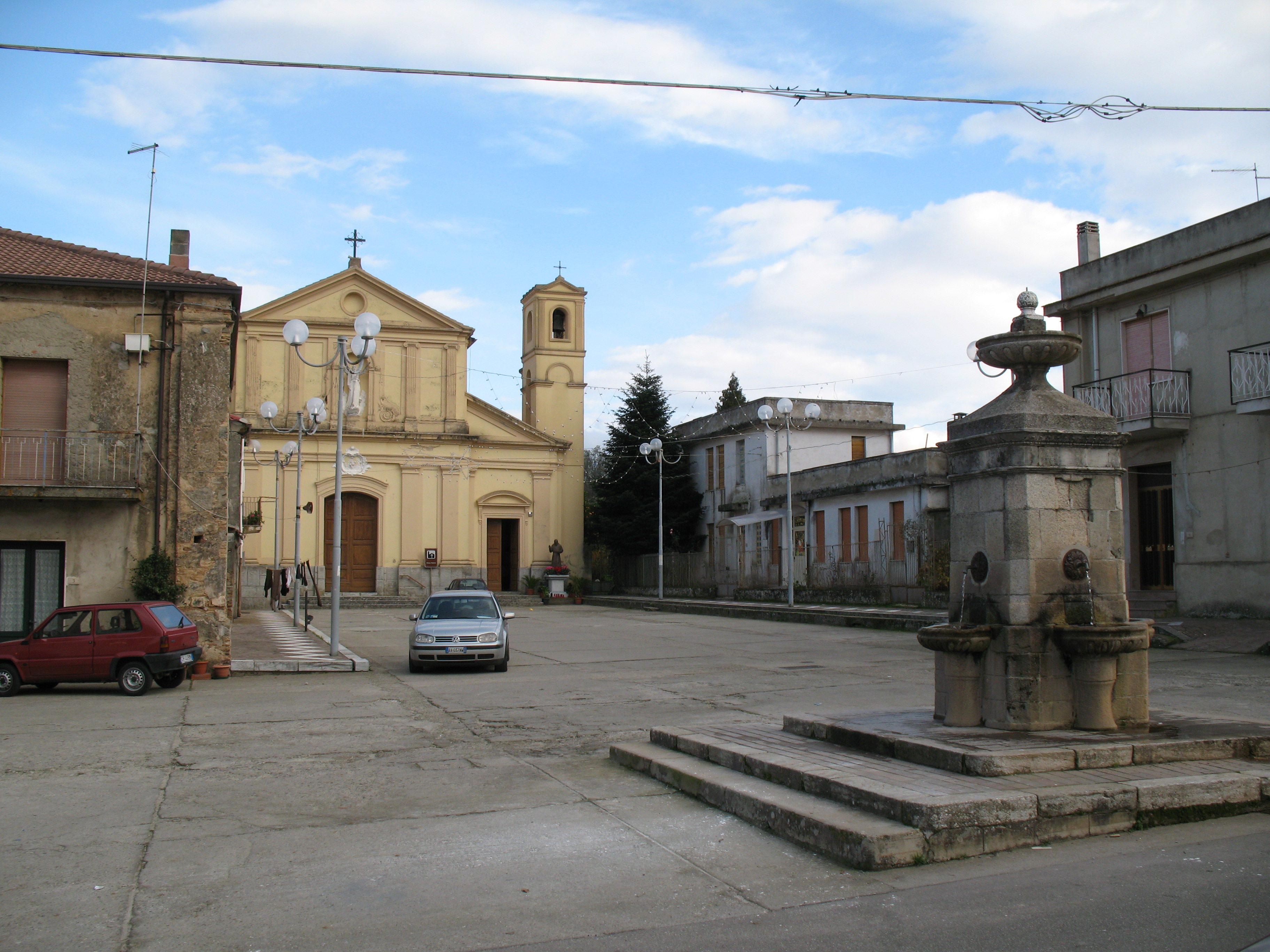
Piazza C. Battista
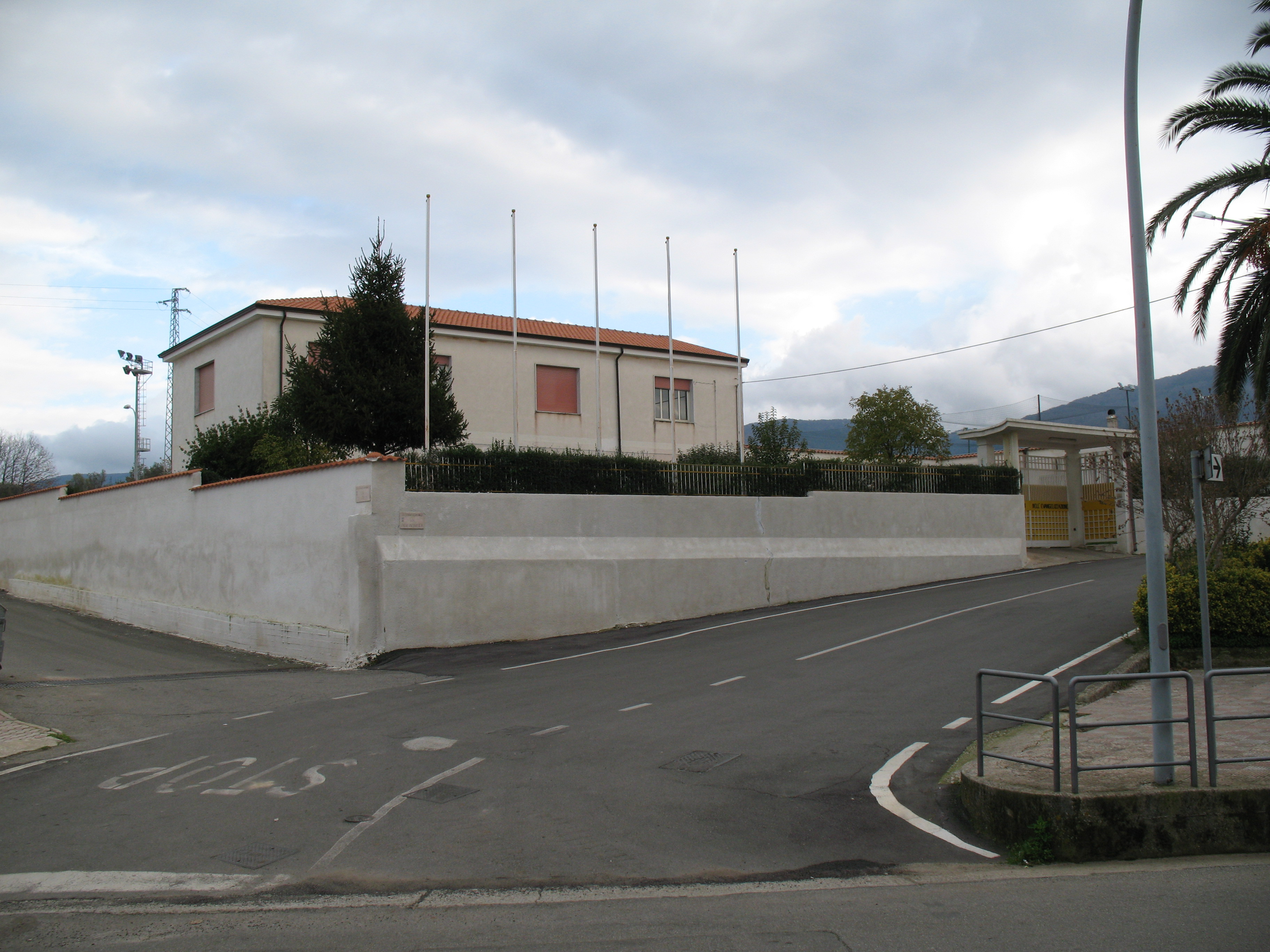
Sede padri missionari dell'evangelizzazione
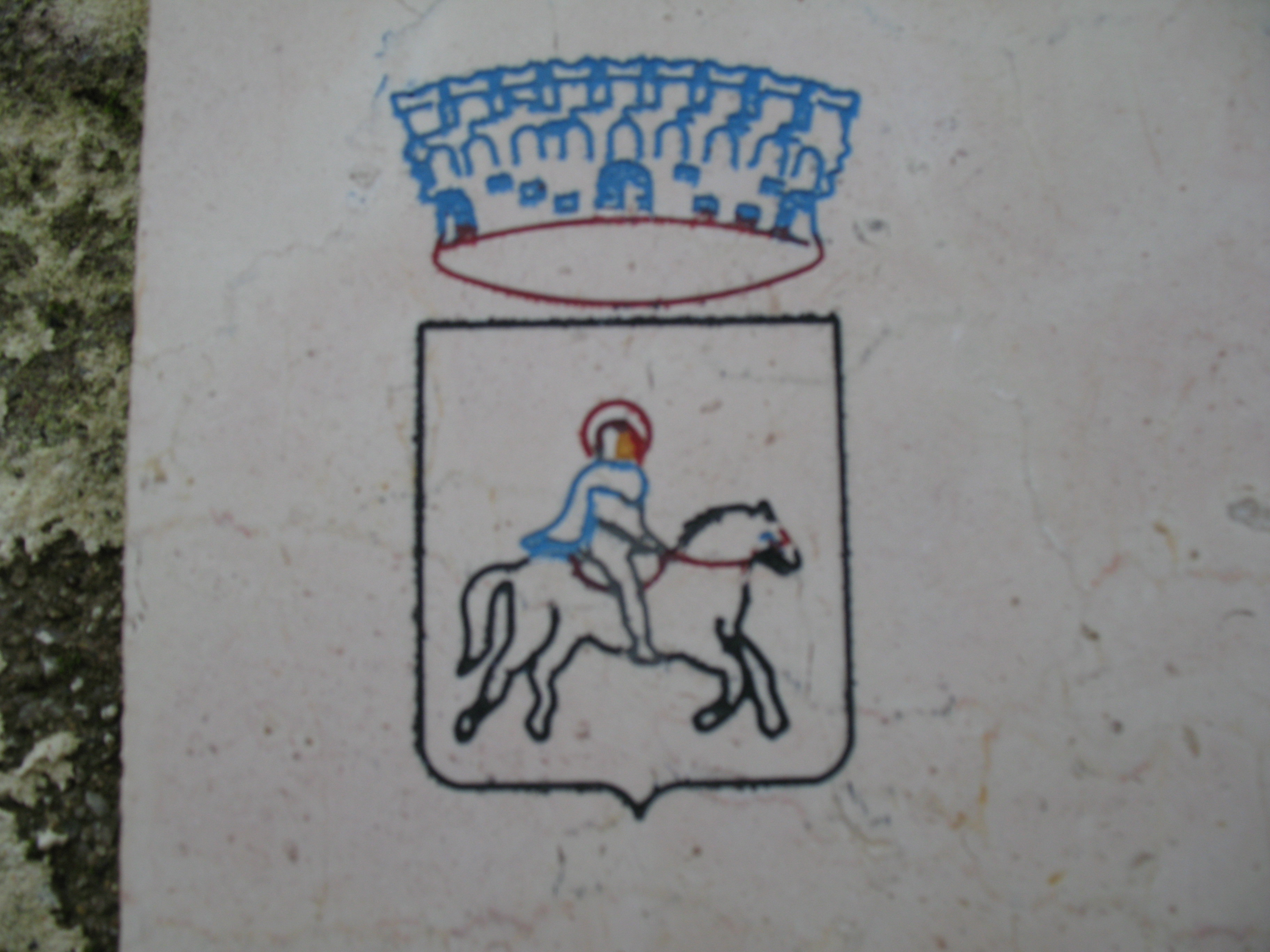
Simbolo comunale
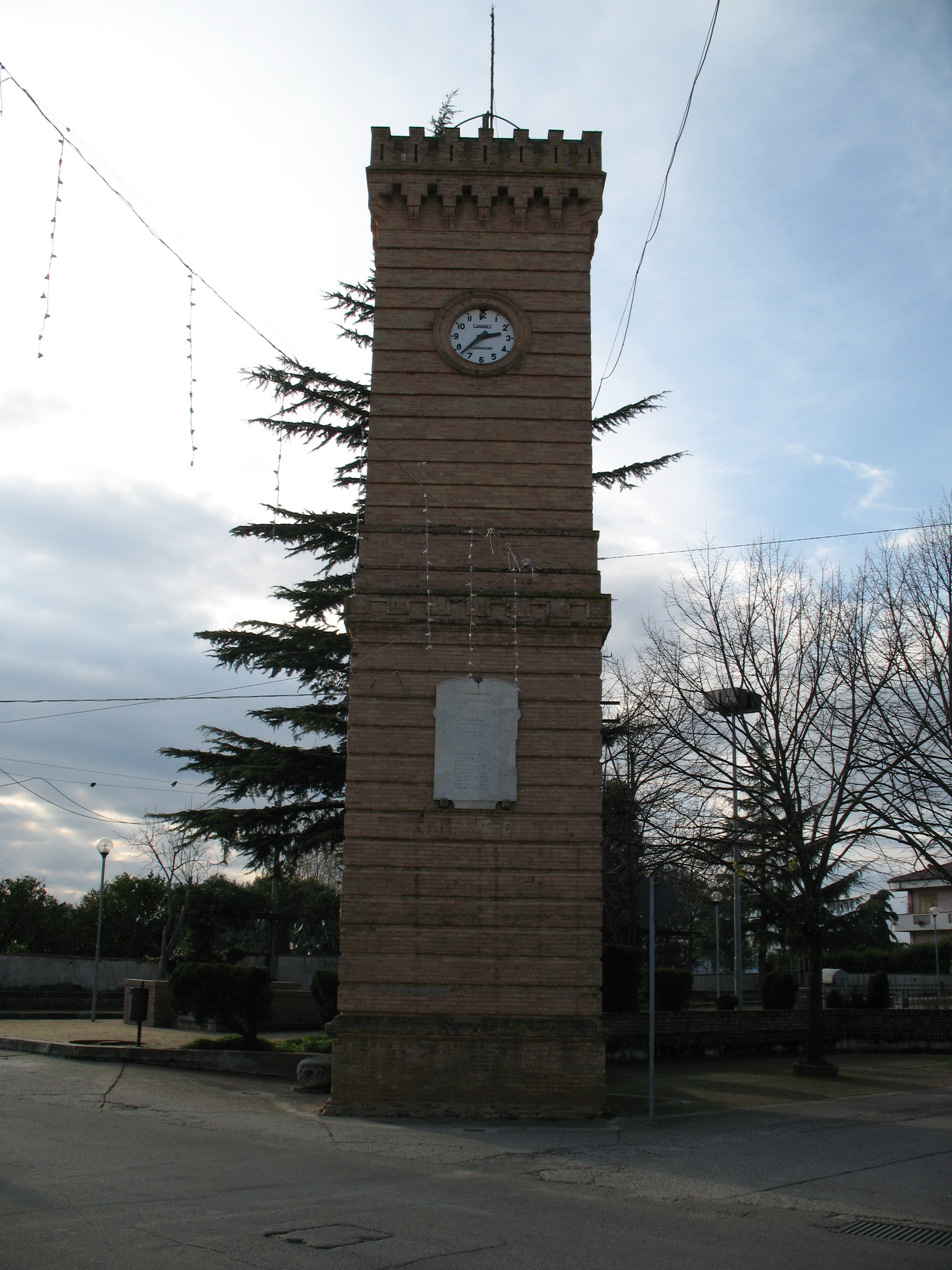
Torre dell'orologio
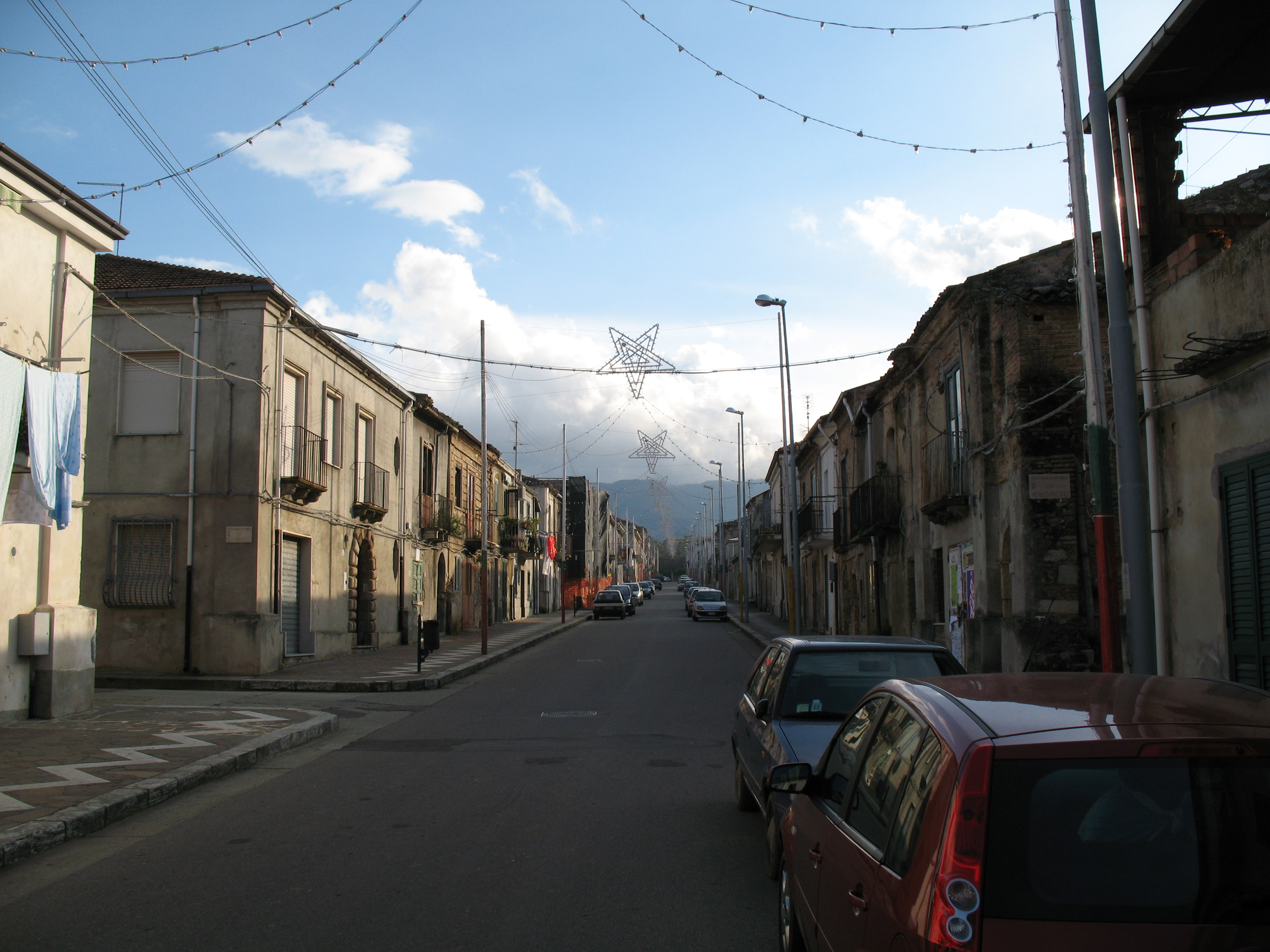
Via Roma
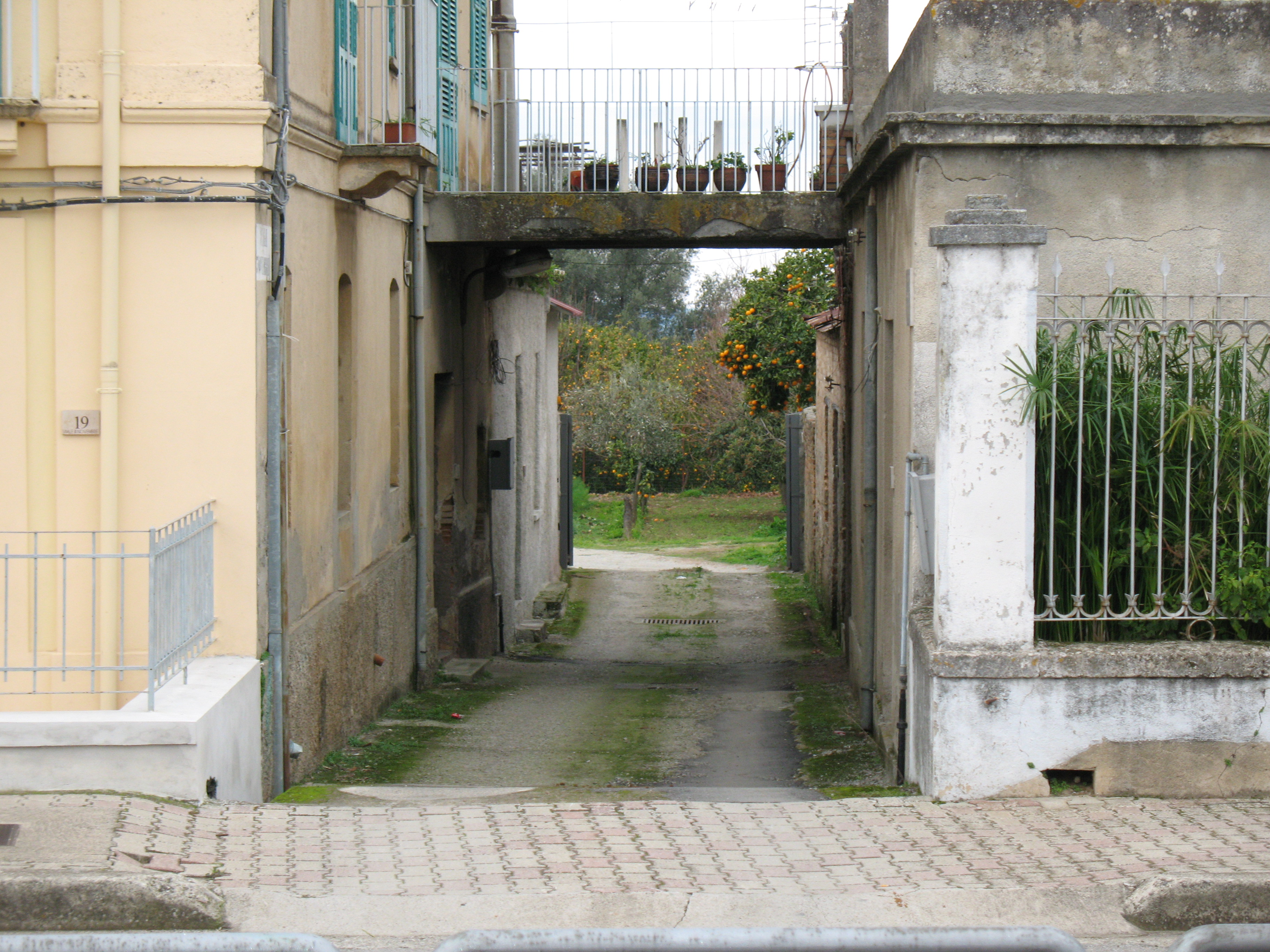
Viale V Novembre
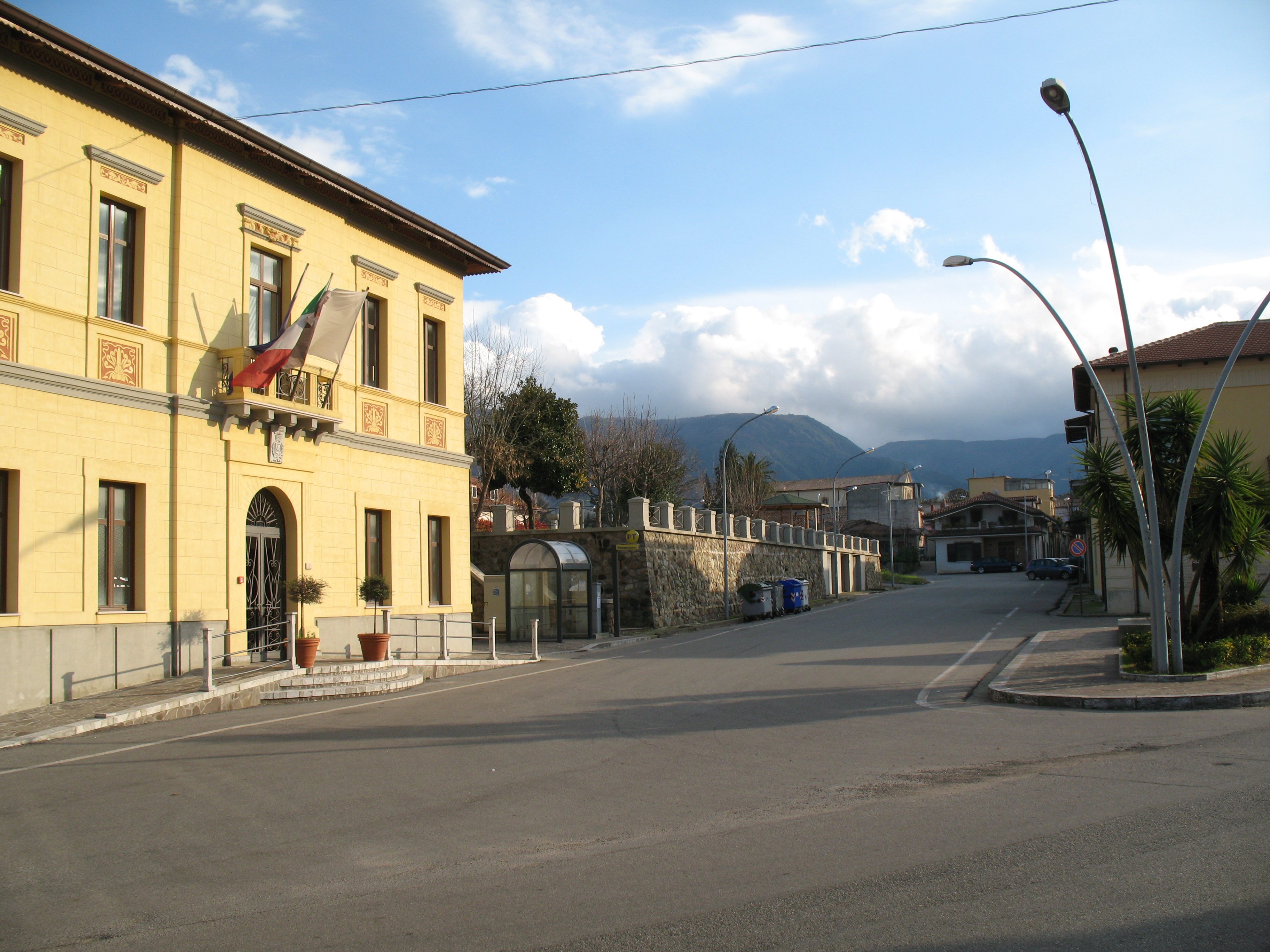